# Webster (hrabstwo Worcester)
Webster – jednostka osadnicza w Stanach Zjednoczonych, w stanie Massachusetts, w hrabstwie Worcester.